# مسجد كايو جاو
مسجد كايو جاو هو واحد من أقدم المساجد في إندونيسيا، يقع المسجد في غرونج كايو، تغاري باتامج باروس في منطقة جبل تالانع، سولوك ريجنسي غرب سومطرة، أنشأ المسجد عام 1599 وهذا هو أقدم مسجد في مدينة سولوك وثاني أقدم في إندونيسيا والذي لا يزال قائما حتى يومنا هذا.

## أهمية المسجد
مسجد كايو هي أيضا واحدة من التراث الثقافي في سومطرة الغربية، تشرف عليه هيئة التراث الأثري، شهد المسجد ترميمه عدة مرات، مثل استعادة واحدة من ركائزه واستعادة الألياف، وتم استبدال سقف المسجد القديم، وعلى الرغم من أنه قد تم ترميمه عدة مرات الا أنه لا يزال يحتفظ بأصالة بتائه، ومع ذلك في إحدى مرات ترميمه الماضية تم تغيير لون الطلاء الأبيض للمسجد إلى اللون البني الداكن، حاليا يستخدم المسجد فقط للأنشطة الدينية، ويستخدم المسجد في طابق واحد كوسيلة للتعليم الديني الذي يقدمه للمجتمع، لأنه أصبح واحدة من المعالم السياحية الشهيرة في سومطرة الغربية وخاصة في سولوك.

## التاريخ
لا يعرف على وجه اليقين ما العام الذي بني فيه المسجد، واستنادا إلى عدد من السجلات التي توضح أنه تم بناء المسجد في عام 1599، في حين يشير البعض الآخر أن هذه السجلات مضى عليها زمن طويل، ومع ذلك ورغم هذه الاختلافات فقد تم تنفيذ بناء المسجد من بعد بدء تطور الإسلام في الغرب في القرن السادس عشر الميلادي.

## العمارة
تأثر وعمارة المسجد تعود للنمط العام من قبل المينانجكاباو، المسجد له سقف من هيكل مكون من ثلاثة طوابق مصنوعة من الألياف مع سمك حوالي 15 سم، السطح مسطح ومستوي وفيه تقعر بسيط، أسطح السقف المقعرة مناسبة للمناخات المدارية لأنها يمكن تستنزف مياه الأمطار للأسفل بسرعة أكبر، وهناك فجوة تم إنشاؤها من أجل الإضاءة على مستوى عال مع وجود سقف على شكل هرم، المحراب لديه سقف، سقف مسجد مدعوم بعدد 27 ركن، والعدد يرمز إلى ست قبائل في المنطقة المجاورة للمسجد.